# Анаклет II (антипапа)
Анаклет II (в миру Пьетро Пьерлеони, умер 25 января 1138) — антипапа, противостоявший Иннокентию II и занимавший римский престол с 14 февраля 1130 года по 25 января 1138 года. Даровал Рожеру II корону Сицилийского королевства.

## Биография

### Происхождение и духовная карьера
Пьетро Пьерлеони происходил из влиятельной и богатой римской фамилии еврейского происхождения. Его дед был крещён папой Львом IX, получив в честь него имя Лео, и в дальнейшем был доверенным лицом папы Григория VII. Сын Лео по имени Пьетро (отсюда происходит фамилия Пьерлеони) возглавлял группировку римской знати, противостоявшей фамилии Франджипани. Своего старшего сына Пьетро предназначал для государственной карьеры в Папском государстве, а в 1116 году попытался добиться для него ранга префекта Рима, чему Франджипани сумели воспрепятствовать.
Пьетро Пьерлеони, второй сын Пьетро, был предназначен для духовной карьеры. Он обучался в Париже у Абеляра, затем поступил в монастырь Клюни. В 1120 году был отозван из Клюни в Рим и по просьбе отца возведён папой Пасхалием II в ранг кардинала-дьякона с титулярной диаконией Санти-Косма-э-Дамиано. В дальнейшем кардинал Пьерлеони был папским легатом во Франции, а затем в Англии.
Во время схизмы оппоненты Анаклета обвиняли его в симонии и аморальном поведении во время исполнения легатских полномочий, но современных источников, подтверждающих эти обвинения, не обнаружено. Напротив, искреннее благочестие выходца из Клюни приобрело кардиналу Пьерлеони уважение многих влиятельных лиц, в том числе Генриха I Английского.
К концу 1120-х годов Пьетро Пьерлеони был одним из самых влиятельных кардиналов и мог рассчитывать на избрание на папский престол после кончины Гонория II.

### Двойные выборы 14 февраля 1130 года и началосхизмы
К февралю 1130 года Пьетро Пьерлеони мог рассчитывать на голоса тридцати кардиналов и поддержку большей части римской знати и народа. Оппозицию Пьерлеони составляли знатные фамилии Франджипани и Корси, на стороне которых выступали 16 кардиналов, во главе с папским секретарём кардиналом Хаймериком.
Партия Франджипани была в явном меньшинстве, но действовала решительнее. Они сумели захватить умирающего Гонория II и доставить его в монастырь святого Андрея, находившийся в квартале, подконтрольном Франджипани. 11 февраля 1130 года Хаймерик, не дожидаясь смерти папы, собрал в монастыре святого Андрея на Целии 16 кардиналов своей партии. В ответ сторонники Пьерлеони отказались участвовать в конклаве Хаймерика и собрались в базилике Сан-Марко, ожидая здесь известий о кончине Гонория II. 13 февраля слухи о смерти папы вынудили Франджипани показать умирающего Гонория II римлянам, но уже к вечеру того же дня папа скончался. Поскольку выборы нового понтифика нельзя было начинать до погребения предыдущего, тело Гонория II было поспешно и тайно похоронено во дворе монастыря Святого Андрея утром 14 февраля, после чего 16 кардиналов во главе с Хаймериком избрали новым папой Грегорио Папарески. Избранник был привезён в Сан-Джованни-ин-Латерано, провозглашён здесь папой Иннокентием II, после чего удалился в монастырь Санта-Мария-ин-Палладио.
Утром 14 февраля 1130 года сторонники Пьерлеони узнали одновременно о смерти Гонория II и избрании Иннокентия II. 24 кардинала, собранные в церкви Святого Марка, объявили выборы Папарески и его провозглашение папой неканоничными и единодушно избрали папой Пьетро Пьерлеони, который принял имя Анаклета II.
15 февраля 1130 года сторонники Анаклета II заняли Сан-Джованни-ин-Латерано, а 16 февраля — собор Святого Петра. 23 февраля Анаклет II был интронизирован в соборе Святого Петра, а Иннокентий II — в Санта-Мария-Нуова. В последующий месяц Анаклету II удалось переманить на свою сторону большинство сторонников Иннокентия II, в том числе Франджипани. В апреле 1130 года Иннокентий II нашёл убежище в Трастевере, а в мае тайно бежал из Рима. Анаклет II остался в Риме единственным понтификом.

### Оценка законности выборов
Анаклет II был избран двадцатью четырьмя кардиналами против шестнадцати, проголосовавшими за Иннокентия II. Кроме того, Анаклет II в момент избрания пользовался поддержкой большинства римской знати и народа. Оппоненты Анаклета II обвиняли его в массовом подкупе кардиналов и знати, причём утверждалось, что источником этих денег были не только семейные богатства Пьерлеони, но и ограбленные римские церкви.
Сторонники Иннокентия II скрыли смерть Гонория II и провели выборы с неподобающей поспешностью. Но Анаклет II был избран тогда, когда об избрании и провозглашении нового папы было известно. Таким образом, сторонники Анаклета II сознательно выбирали папу в момент, когда новый папа был уже избран.
В числе избирателей Иннокентия II были четверо кардиналов-епископов, которым в соответствии с волей Николая II (1059 год) передавалось право решающего голоса в случае опасности возникновения схизмы. Иннокентия II поддержали пять из восьми членов комиссии, которым кардиналы курии, узнав о болезни Гонория II и опасности раскола, поручили организовать выборы нового папы.
Таким образом, в процедуре избрания Иннокентия II и Анаклета II можно обнаружить шероховатости, сделавшие невозможным ликвидировать схизму в течение восьми лет.

### Понтификат Анаклета

#### Всеевропейская изоляция
Анаклет II, благодаря фамильному богатству и щедрости, к маю 1130 года контролировал Рим и Папскую область. Но вынужденный бежать из Рима Иннокентий II в течение последующих месяцев приобрёл поддержку европейских монархов и духовенства. Активным защитником Иннокентия стал Бернард Клервоский. Аргументы Бернарда не всегда были безупречными: он ставил в вину Анаклету аморальное поведение, ограбление римских церквей, симонию, еврейское происхождение, подкуп кардиналов и римской знати. Тем не менее, под влиянием проповедей и посланий Бернарда Иннокентий II был поддержан крупнейшими монастырями Европы — Клюни, Сито и Премонтре. Иннокентий II был восторженно встречен в Пизе и Генуе, затем торжественно встречен депутацией французских монастырей в Сен-Жилле, после чего свободно передвигался по Франции и Германии, являя духовенству и мирянам образ истинного и гонимого пастыря. Анаклет II, находящийся в Риме, был вынужден воздействовать на европейских монархов и духовенство только письменно и не имел возможности лично опровергнуть обвинения своих противников.
В сентябре 1130 года собор французских епископов в Этампе признал Иннокентия II законным папой, после чего это признал король Людовик VI. В январе 1131 года клятву верности Иннокентию II принёс английский король Генрих I, бывший до этого другом Пьетро Пьерлеони.
Самыми долгими были колебания германского короля Лотаря II. С одной стороны, он ещё не был коронован в Риме и поэтому нуждался в Анаклете II как папе, реально контролировавшем Рим. С другой стороны, германские епископы на соборе в Вюрцбурге (октябрь 1130 года) поддержали Иннокентия II. Чтобы склонить императора на свою сторону, Анаклет II отлучил от Церкви противника Лотаря — Конрада Гогенштауфена. Но повсеместная поддержка Иннокентия II, давление собственных епископов и аргументы Бернарда Клервосского вынудили Лотаря II принести Иннокентию II клятву верности в Льеже (март 1131 года). Частью клятвы стало обещание Лотаря II силою изгнать из Рима антипапу и вернуть кафедру законному папе.
К весне 1131 года Анаклет II оказался в изоляции: кроме собственно Рима его признали папой только герцог Аквитании Гильом X и правитель норманнской Сицилии Рожер II.

#### Учреждение Сицилийского королевства
В условиях нарастающей изоляции Анаклет II обратился за помощью к вассалу папского престола Рожеру II, графу Сицилии, а с 1127 года ещё и герцогу Апулии и Калабрии. Встреча папы и Рожера состоялась в Авелино в сентябре 1130 года, и стороны быстро пришли к соглашению. Рожер II признал Анаклета II папой, обязался выплачивать ему дань и оказывать военную помощь. В обмен на это Анаклет II своей буллой от 27 сентября 1130 года создал из Апулии, Калабрии и Сицилии наследственное Сицилийское королевство под сюзеренитетом папского престола и передал корону вновь созданного государства Рожеру II. Той же буллой Анаклет II гарантировал Рожеру II сюзеренитет над княжеством Капуя, почтение герцогства Неаполь и поддержку в случае войны папского города Беневенто. 25 декабря 1130 года Рожер II был коронован и помазан в Палермо как король Сицилии.
Созданием Сицилийского королевства Анаклет II приобрёл важнейшего союзника в борьбе с Иннокентием II, что позволило антипапе выстоять в условиях всеевропейской изоляции. После смерти Анаклета II и окончания схизмы Иннокентий II был вынужден подтвердить решение своего противника и признать Рожера II королём Сицилии.

#### Первый итальянский поход Лотаря II
В августе 1132 года Лотарь II сумел решить внутренние проблемы Германии и отправился в поход на Рим, чтобы водворить там Иннокентия II и короноваться императорской короной. Собственно германская армия Лотаря II была незначительной, поэтому зиму 1132-1133 года Лотарь II и Иннокентий II провели в Северной Италии, собирая более внушительную армию, и при посредничестве Бернарда Клервосского сумели добиться военной поддержки со стороны Пизы и Генуи. При известии о приближении германской армии в Кампании и Апулии вспыхнул очередной мятеж, что не позволило Рожеру II прийти на помощь Анаклету II.
30 апреля 1133 года Лотарь II и Иннокентий II вступили в Рим, не встречая сопротивления, а семейства Франджипани и Корси перешли на сторону папы. Анаклет II удерживал правый берег Тибра с собором святого Петра и замком Сант-Анджело, Тибрский остров, мосты через реку, а также Театр Марцелла, превращённый в крепость и закрывающий подступы к мостам. Лотарь II предложил Анаклету II переговоры, антипапа согласился передать вопрос о законности спорных выборов на рассмотрение собора, но Иннокентий II отказался от такого решения. Лотарь II, не имевший сил штурмовать правый берег Тибра, был коронован Иннокентием II не в соборе святого Петра, контролируемом Анаклетом II, а в Сан-Джованни-ин-Латерано. После этого император оставил Рим и поспешно вернулся в Германию, а пизанско-генуэзский флот ушёл из Тибра. Жители и знать Рима, за исключением Франджипани, вновь перешли на сторону Анаклета II, и в августе 1133 года Иннокентий II вновь бежал из Рима в Пизу. Первый итальянский поход Лотаря II оказался, если не считать коронации, безрезультатным: Анаклет II по-прежнему контролировал Рим.

#### Второй итальянский поход Лотаря II
В 1133-1136 годах император Лотарь II сумел разрешить проблемы в Германии и по призыву Иннокентия II в августе 1136 года выступил во второй итальянский поход. В этот раз его армия была значительной, поэтому ломбардские города бесспорно склонились перед императором. В феврале 1137 года Лотарь II достиг Болоньи и здесь разделил армию на две: одна, под командованием Генриха Гордого, проследовала через Тоскану и Папскую область, другая, под командованием императора, шла вдоль адриатического побережья. Обе армии встретились на Троицу в Бари, подавив сопротивление в Кампании и Апулии. Вопреки требованиям Иннокентия II Лотарь не пошёл на Рим, где по-прежнему правил Анаклет II, а предполагал продолжать наступление на Калабрию и Сицилию. Таким образом, второй итальянский поход Лотаря II имел главной целью сокрушить Сицилийское королевство Рожера II, а не изгнать Анаклета II из Рима.
Начавшаяся эпидемия вынудила Лотаря II в июле 1137 года начать отступление. В августе 1137 года Иннокентий II и Лотарь II расстались в Фарфе, после чего германская армия медленно двинулась на север. В течение 1137-1138 годов Рожер II восстановил контроль над континентальной частью своего королевства, что свело результаты кампании Лотаря II к нулю.

#### Смерть Анаклета и окончание схизмы
После отступления Лотаря II Иннокентий II и Бернард Клервосский остались в Италии — теперь они предприняли попытку убедить Рожера II отказаться от поддержки Анаклета II. Три посланника от каждого из соперничающих пап прибыли в Салерно, где их выслушали Рожер II и его советники. В результате диспута секретарь Анаклета II Петр из Пизы признал свои заблуждения и склонился перед Бернардом Клервосским. Тем не менее, Рожер II отложил своё решение и отплыл в Палермо, где 25 декабря 1137 года вновь заявил о своей безоговорочной поддержке Анаклета II.
В ноябре 1137 года Иннокентий II и Бернард Клервосский прибыли в Рим. К этому моменту Анаклет II и его сторонники удерживали только собор Святого Петра и Сант-Анджело. 25 января 1138 года Анаклет II скончался и был тайно погребён своими сторонниками. Со смертью Анаклета II схизма продолжалась ещё четыре месяца: в марте 1138 года при поддержке Рожера II сторонники антипапы избрали на папский престол Виктора IV. 29 мая 1138 года новый антипапа тайно покинул своих сторонников, переплыл на левый берег Тибра и покорился Иннокентию II.